# 포인터 시스터스
포인터 시스터스(The Pointer Sisters)는 미국의 R&B 밴드이다.